# Ратна Непальская
Ратна Раджья Лакшми Деви Шах (род. 19 августа 1928, Катманду, Непал) — королева-консорт Непала с 13 марта 1955 года по 31 января 1972 года. Супруга короля Махендры.

## Биография
Родилась 19 августа 1928 года.
Старшая сестра Ратны, наследная принцесса Индра, вышла замуж за наследного принца Махендру в 1940 году, но умерла в 1950 году. Два года спустя Ратна вышла замуж за Махендру, у которого уже было трое сыновей и три дочери от Индры. Ратна стала королевой-консортом после того, как отец Махендры, король Трибхуван, умер в 1955 году. У короля Махендры и королевы Ратны не было детей. В 1972 году король Махендра перенес смертельный сердечный приступ во время охоты в национальном парке Читван. Престол занял его старший сын, принц Бирендра.
Вечером 1 июня 2001 года, когда произошла королевская резня в Непале, Ратна сидела со своей невесткой принцессой Хелен Шах в приёмной и, таким образом, выжила. Обе женщины слышали выстрелы, но не восприняли их всерьёз. Через несколько минут пришел принц Парас и сказал им, что наследный принц Дипендра застрелил всех, включая короля. Дипендра был объявлен королём, когда все ещё находился в коме.
Непальская монархия была упразднена в 2008 году после выборов в Учредительное собрание. Всем членам королевской семьи пришлось эвакуироваться из дворца Нараянхити, за исключением Ратны. Король Гьянендра принял меры к тому, чтобы его больная мачеха и тетя остались в Махендра Манзиле, дворце в комплексе дворца-музея Нараянхити. Однако маоистское правительство конфисковало многочисленные дворцы, которые ее муж Махендра построил на своей личной собственности в качестве подарков ей.
24 августа 2016 года Управление электроснабжения Непала отключило подачу электроэнергии в бывшую резиденцию королевы Махендра Манзил, сославшись на непогашенный счет за электроэнергию в размере 3,7 миллиона рупий, накопившийся за предыдущие восемь лет. Согласно сообщениям в новостях, Ратна попросила своего пасынка и племянника, бывшего короля Гьянендру, не поднимать этот вопрос перед правительством, поскольку это унизило бы достоинство их семьи, чего, вероятно, и добивалось маоистское правительство. Вместо этого Ратна попросила своего приемного сына приехать к ней во дворец с топливом для дизельных генераторов, используемых в качестве резервных. Вся эта процедура вызвала огромный общественный резонанс. Протестующие собрались в парке Ратна, общественном парке, который Махендра построил в ее честь, и сожгли чучело нового министра энергетики Джанардана Шармы от маоистской партии. СМИ утверждали, что Шарма действовал из мести, поскольку игнорировал счета связанной с ним больницы, которая задолжала более 10 миллионов рупий. Из-за негативной реакции общественности правительство было вынуждено восстановить подачу электроэнергии во дворец Махендра Манзил через 20 часов.
5 марта 2019 года Ратна была госпитализирована в больницу Норвик из-за продолжавшегося неделю постоянного кашля и гриппа. За ней ухаживала элитная команда из пяти врачей, а также ее навестили ее сын Гьянендра и невестка королева Комал. 1 сентября 2022 года она перенесла операцию по удалению катаракты.